# Franzensburg

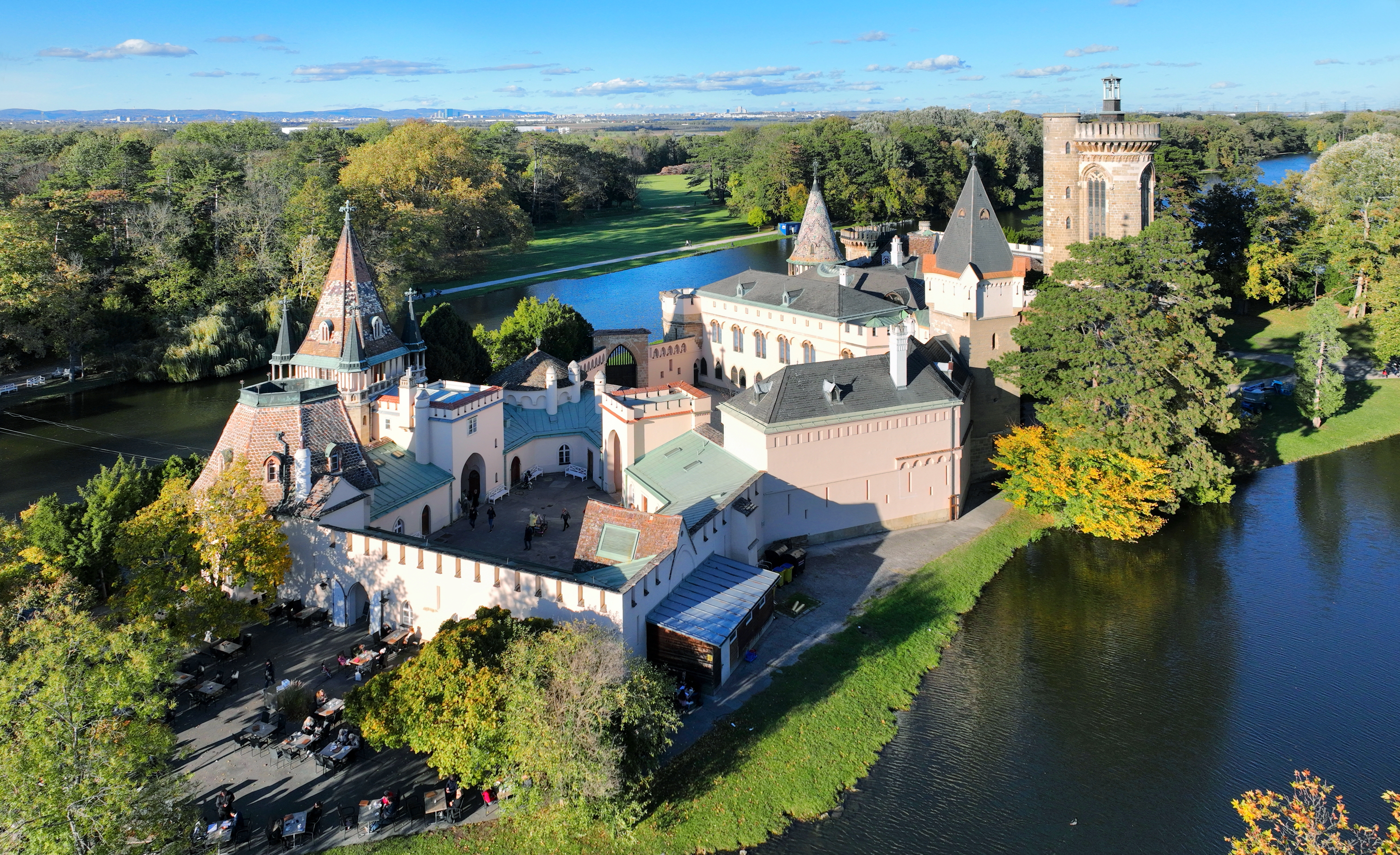
Vista aérea de Franzensburg

Franzensburg es un castillo de estilo medieval en Laxenburg, Baja Austria, Austria.
Construido entre 1801 y 1836, recibió su nombre en memoria del último emperador del Sacro Imperio Romano Germánico, Francisco II, fallecido en 1835.

## Historia
El castillo de Franzensburg es el edificio más conocido del Parque del Castillo de Laxenburg. El castillo debe su nombre al emperador Francisco II, que lo construyó entre 1798 y 1801. Francisco II fue el responsable de la construcción de esta reproducción de un castillo de caballeros medievales en una isla artificial en medio del estanque del castillo.
El equipamiento de este recinto está considerado como el tesoro de Austria. El castillo de Franzensburg es una obra maestra del clasicismo romántico en estilo neogótico. Hasta el año 1835 se realizaron varias ampliaciones magníficas, entre ellas el patio exterior del castillo con la imaginativa galería de los antepasados en forma de bustos de piedra arenisca. Gracias a diversas compras y donaciones, en su interior se encuentran piezas magníficas que van desde artesonados y suelos de mármol hasta tapices de cuero y mucho más.
Hoy en día el castillo es un museo.

## Vistas del Castillo

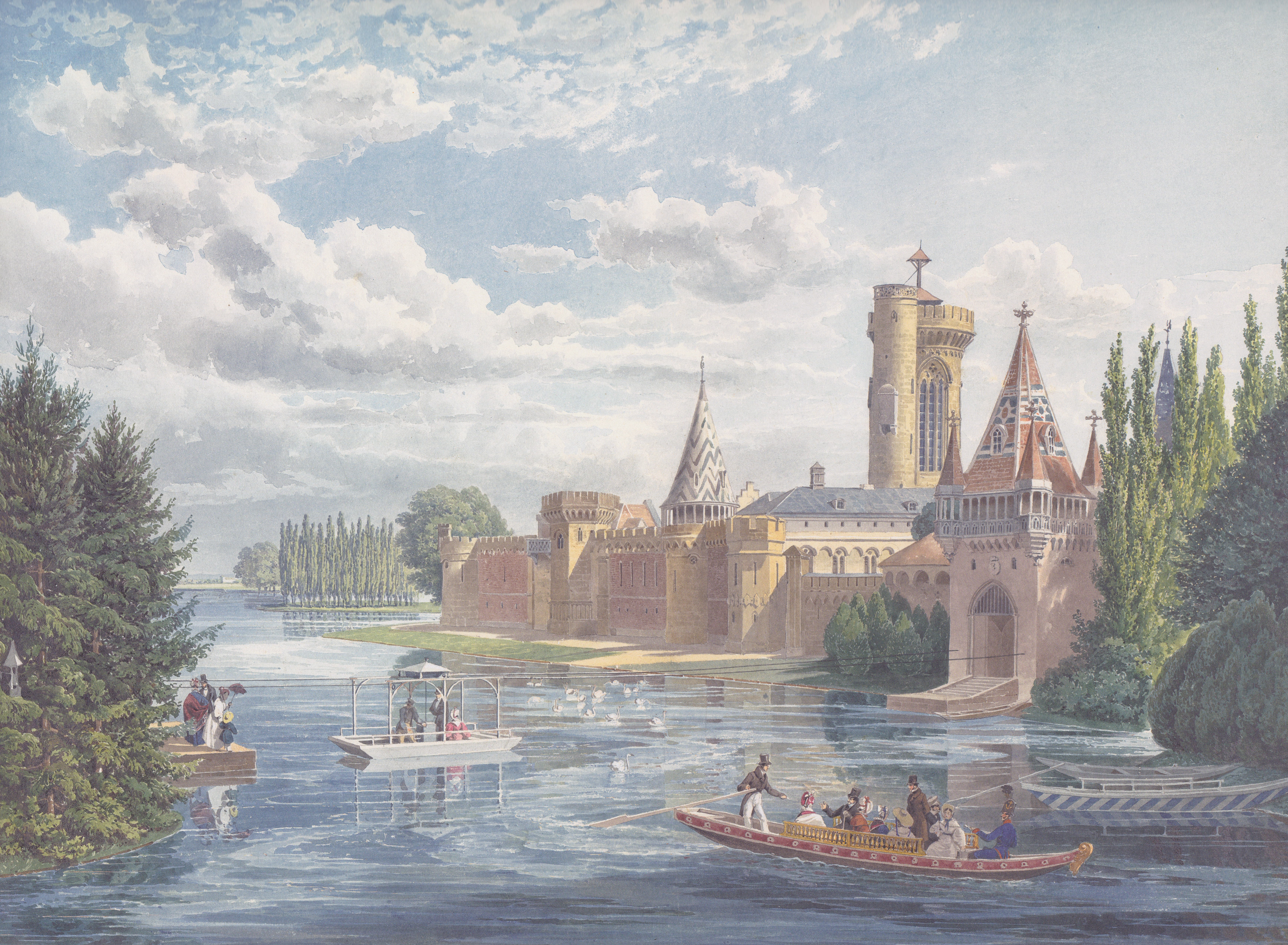
Die Franzensburg en Laxenburg bei Wien por Eduard Gurk, 1838

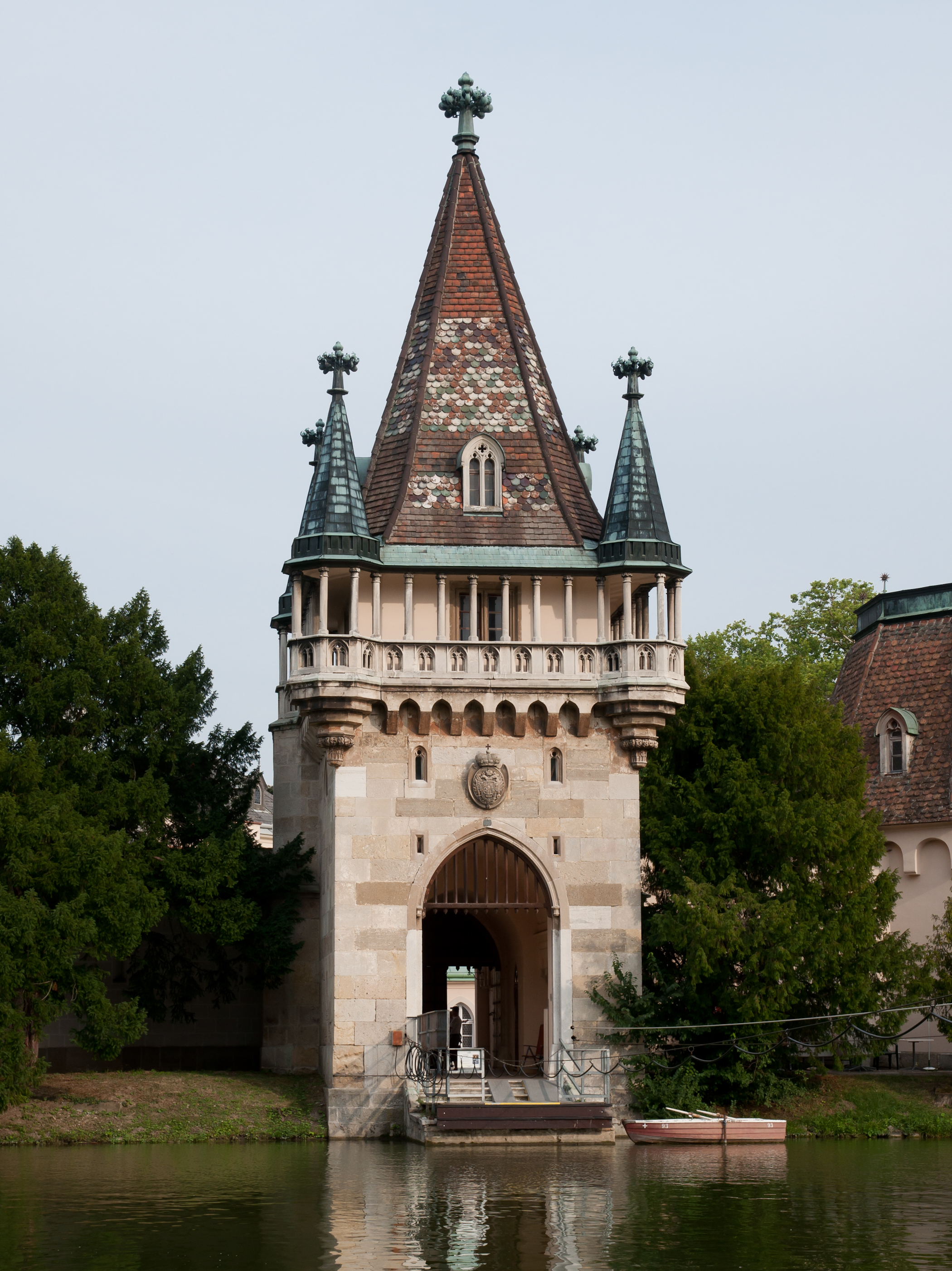
Puerta de la torre
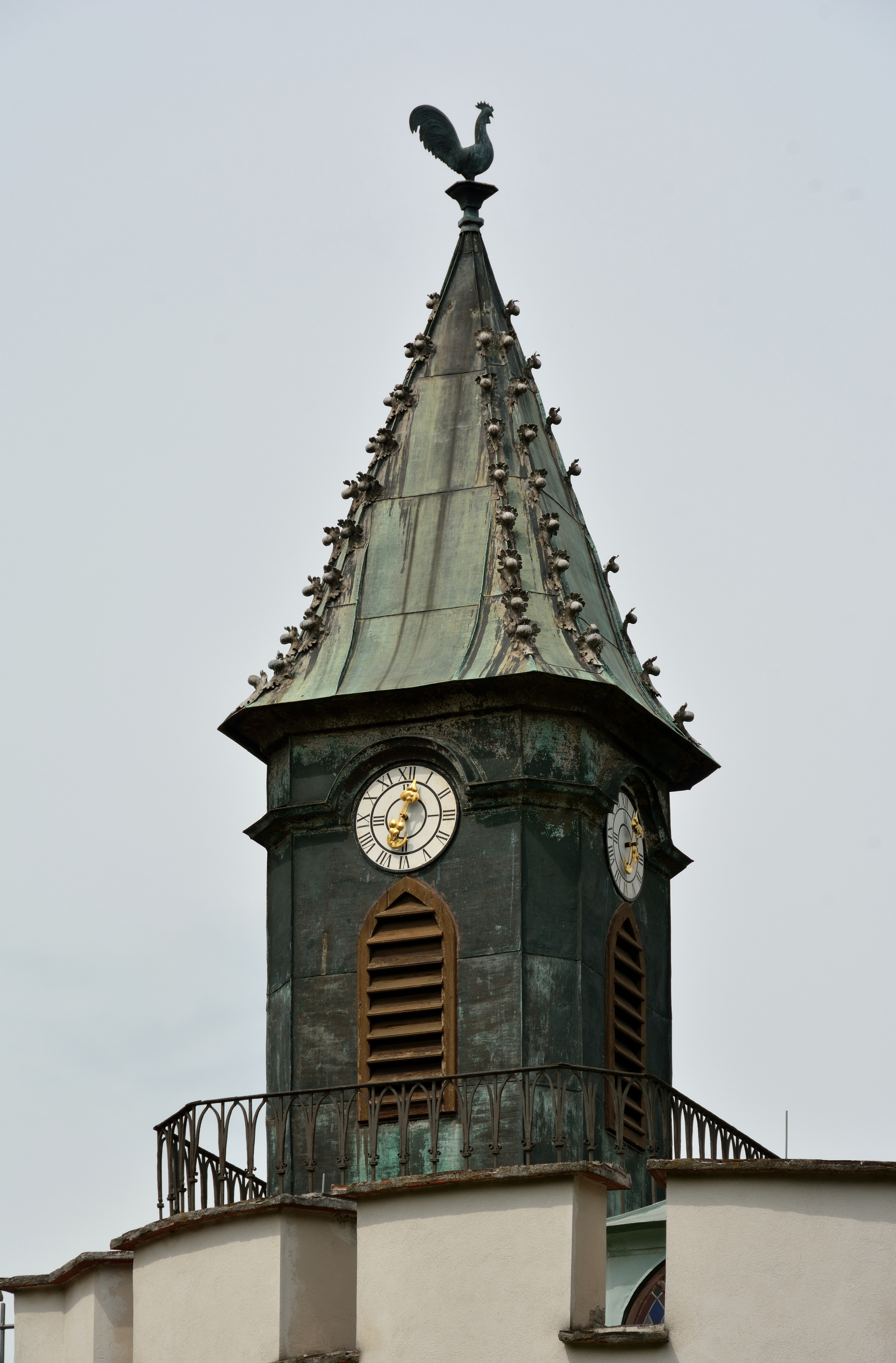
Torre del reloj
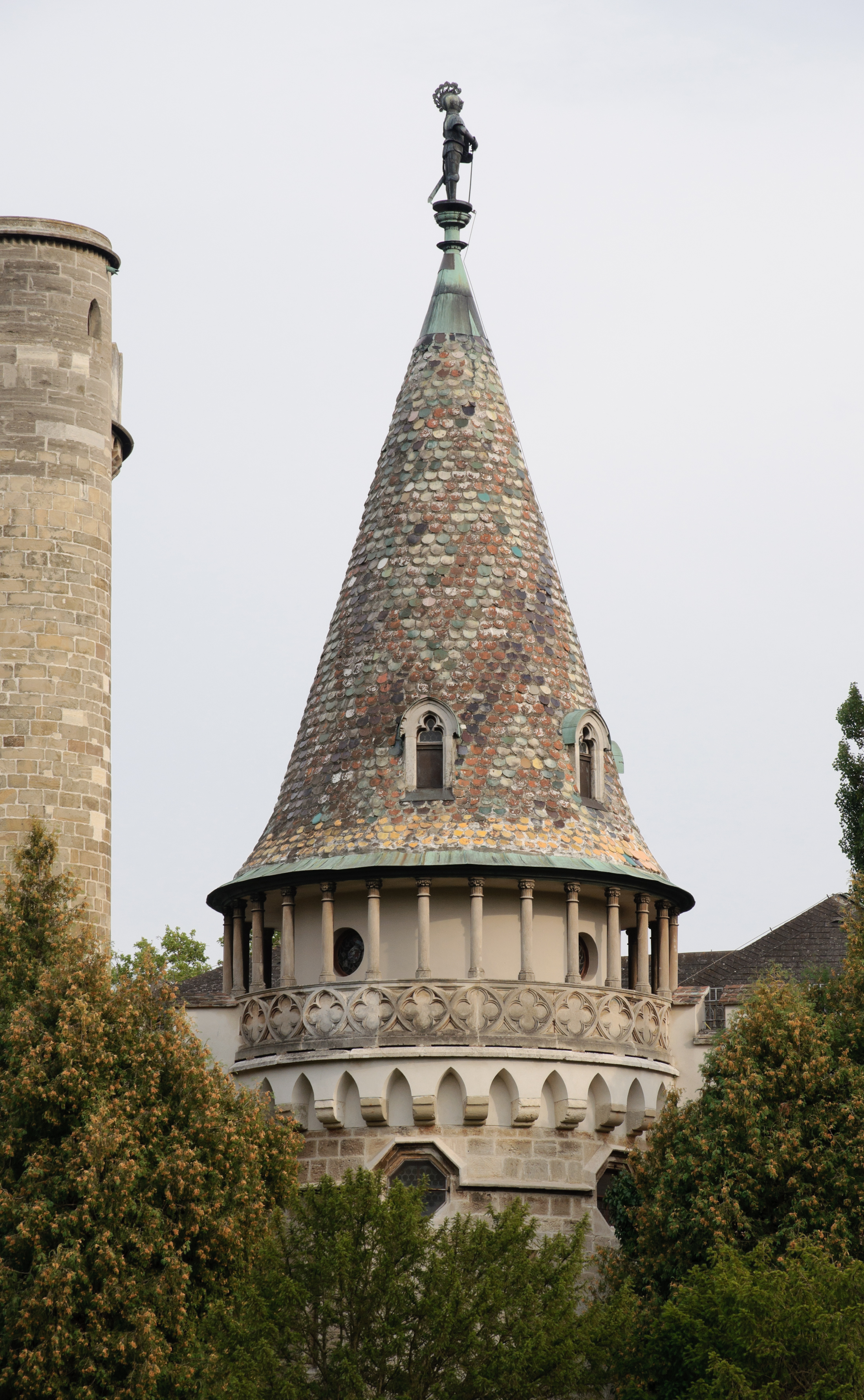
Torre
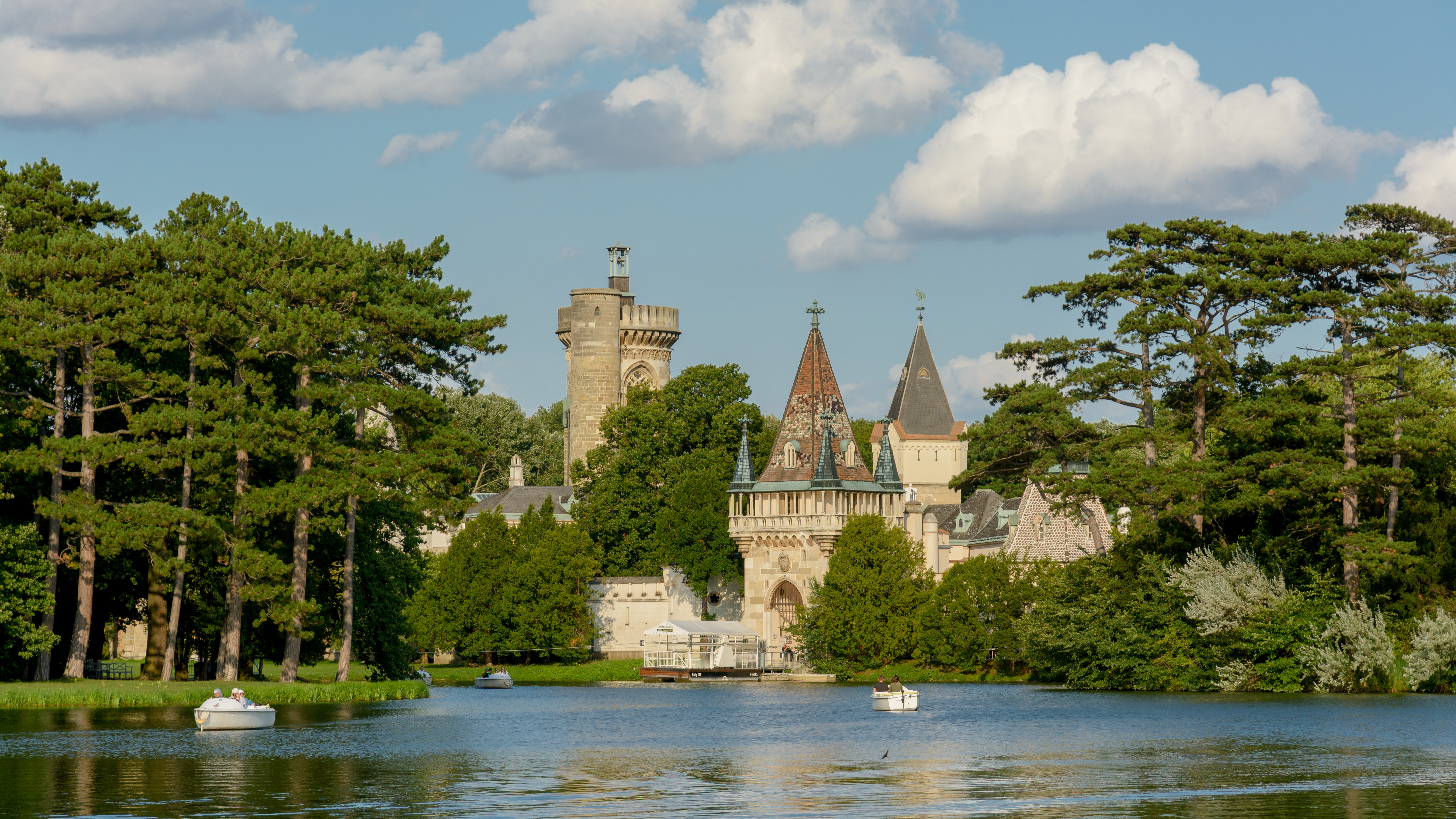
Castillo y estanque
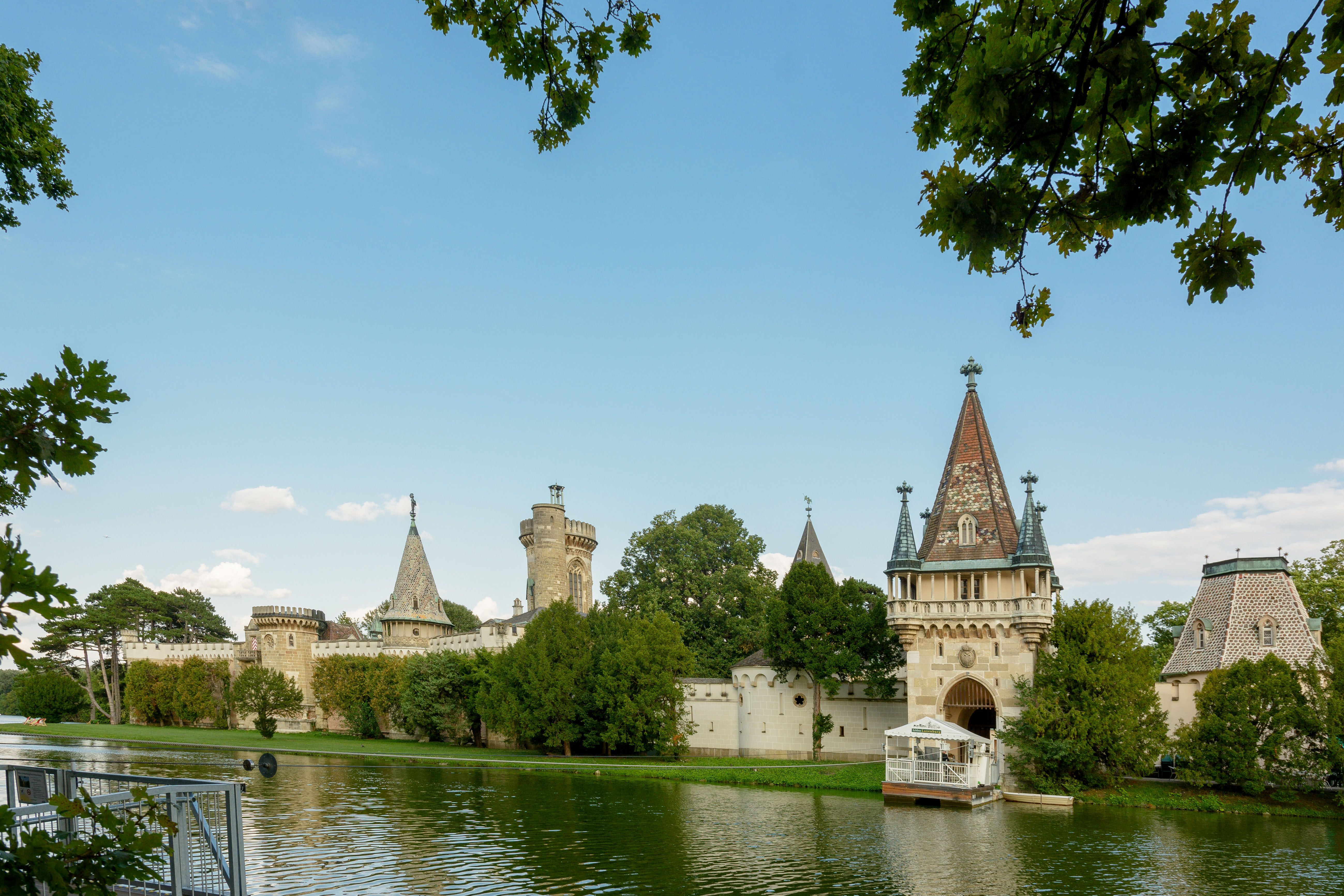
Vista del castillo
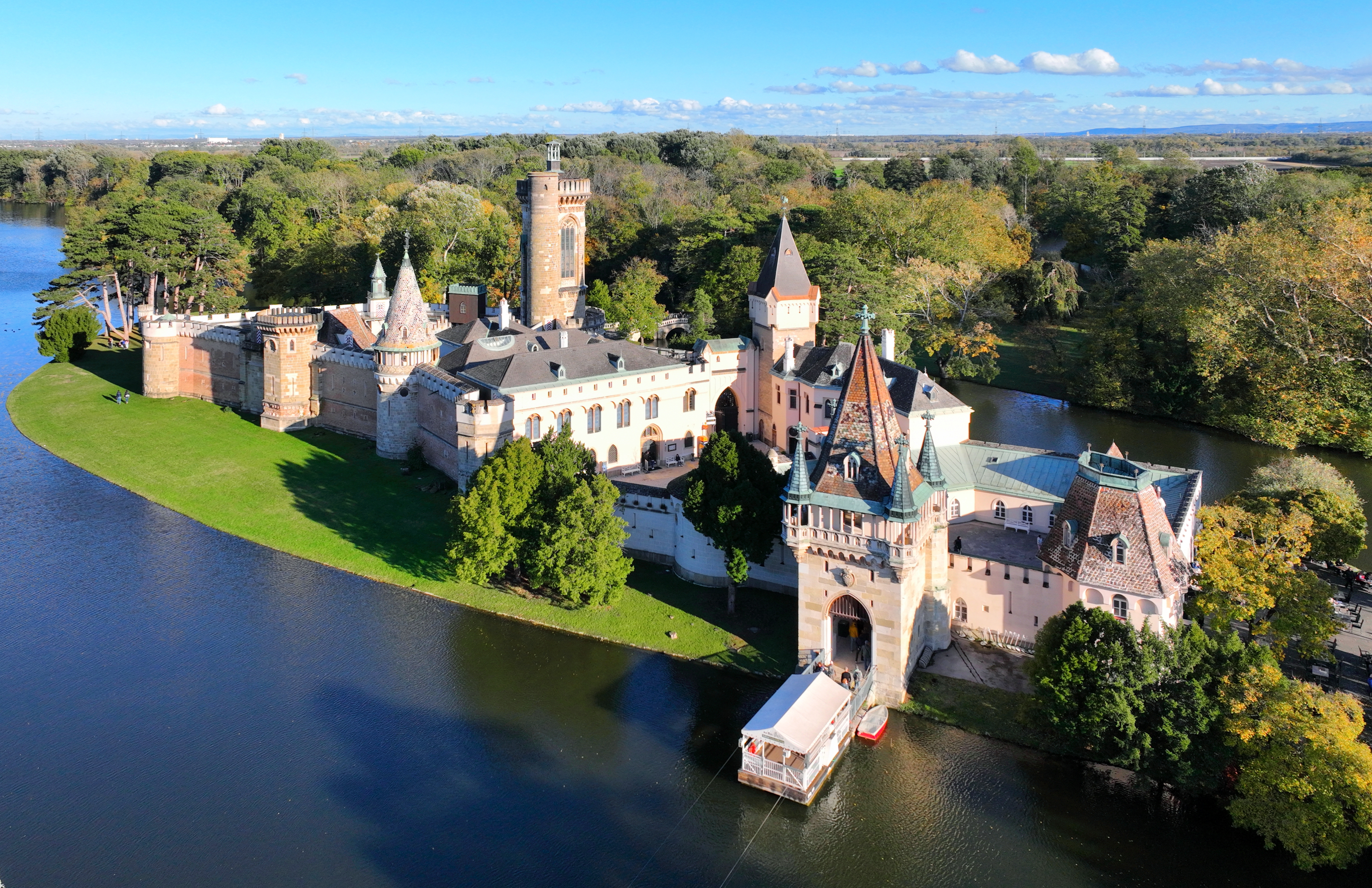
Vista oeste